# Велико медвеђе језеро
Велико медвеђе језеро (енгл. Great Bear Lake, фр. Grand lac de l'Ours, слејви Sahtu) је са 31.153 km² највеће језеро које је целом површином у Канади. По величини је четврто у Северној Америци и седмо у свету. Налази се у канадским Северозападним територијама. Језеро се празни преко истоимене реке у реку Макензи. Прекривено је ледом од новембра до јуна.
Име је настало од речи satudene на чипевајском језику, што значи „водени људи гризлија“. Сахту, народ Ден, добио је име по језеру. Планина Гризли медведа на обали језера такође потиче од Чипевијана, што значи „велико брдо медведа“.
Полуострво Сахојуе (планина Гризли медведа) на јужној страни језера и полуострво Едачо (брда Мирисне траве) на западној страни чине Национално историјско место Канаде Саоју-Ехдачо.

## Географија
Језеро има површину од 31.153 km² (12.028 sq mi) и запремину од 2.236 km³ (536 cu mi). Његова максимална дубина је 446 m (1.463 ft) и просечна дубина 717 m (2.352 ft). Обала је дуга 2.719 km (1.690 mi), а површина слива језера је 114.717 km² (44.292 sq mi). Велико медвеђе језеро је прекривено ледом од краја новембра до јула. Језеро је познато по својој значајној бистрини. Истраживач Џон Френклин је 1828. написао да бела крпа стављена у воду није нестала све док није прешла дубину од 15 хвати (27 m).

### Кракови
Кракови Великог медвеђег језера укључују Смитов крак (северозапад), Дизов крак (североисток), Мактавишов крак (југоисток), Маквикаров крак (југ) и Китов крак (југозапад). Насеље Делине се налази на Китовом краку у близини извора Велике медвеђе реке која тече на запад и улива се у реку Макензи код Тулите.

### Притоке
Реке које се уливају у језеро Великог медведа укључују реку Вајтфиш, реку Биг Спрус, реку Холдејн, Крваву реку, реку Слоун, реку Дис и реку Џони Хо.

## Праисторијска геологија
Велико медвеђе језеро лежи између два главна физиографска региона: дела Казанске планине Канадског штита и Унутрашње равнице. Оно је било део глацијалног језера Маконел у преглацијалним долинама преобликованим ерозијским ледом током плеистоцена. Од тада се језеро променило од постглацијалног повратка након топљења леда. Прекамбријске стене Канадског штита чине источну ивицу Матавишовог крака. Ове преткамбријске стене су седиментне и метаморфне наслаге допуњене магматским интрузијама које формирају насипе и прагове.

## Клима
| Клима Делајнског аеродрома                                   | Клима Делајнског аеродрома | Клима Делајнског аеродрома | Клима Делајнског аеродрома | Клима Делајнског аеродрома | Клима Делајнског аеродрома | Клима Делајнског аеродрома | Клима Делајнског аеродрома | Клима Делајнског аеродрома | Клима Делајнског аеродрома | Клима Делајнског аеродрома | Клима Делајнског аеродрома | Клима Делајнског аеродрома | Клима Делајнског аеродрома |
| Показатељ \ Месец                                            | .Јан.                      | .Феб.                      | .Мар.                      | .Апр.                      | .Мај.                      | .Јун.                      | .Јул.                      | .Авг.                      | .Сеп.                      | .Окт.                      | .Нов.                      | .Дец.                      | .Год.                      |
| ------------------------------------------------------------ | -------------------------- | -------------------------- | -------------------------- | -------------------------- | -------------------------- | -------------------------- | -------------------------- | -------------------------- | -------------------------- | -------------------------- | -------------------------- | -------------------------- | -------------------------- |
| Индекс субјективне топлоте                                   | 2,8                        | 0,5                        | 3,8                        | 16,6                       | 22,8                       | 29,8                       | 33,5                       | 31,8                       | 22,9                       | 20,5                       | 2,4                        | 0,3                        | 33,5                       |
| Апсолутни максимум, °C (°F)                                  | 2,5 (36,5)                 | 1,0 (33,8)                 | 4,0 (39,2)                 | 16,0 (60,8)                | 22,5 (72,5)                | 29,3 (84,7)                | 31,0 (87,8)                | 32,0 (89,6)                | 23,5 (74,3)                | 20,8 (69,4)                | 4,8 (40,6)                 | 3,3 (37,9)                 | 32,0 (89,6)                |
| Максимум, °C (°F)                                            | −20,9 (−5,6)               | −18,5 (−1,3)               | −13,9 (7)                  | −1,9 (28,6)                | 7,4 (45,3)                 | 16,8 (62,2)                | 19,4 (66,9)                | 16,6 (61,9)                | 10,2 (50,4)                | −0,8 (30,6)                | −11,5 (11,3)               | −17,6 (0,3)                | −1,2 (29,8)                |
| Просек, °C (°F)                                              | −25,0 (−13)                | −23,2 (−9,8)               | −19,5 (−3,1)               | −7,7 (18,1)                | 2,5 (36,5)                 | 10,7 (51,3)                | 13,3 (55,9)                | 11,2 (52,2)                | 5,7 (42,3)                 | −3,9 (25)                  | −15,4 (4,3)                | −22,0 (−7,6)               | −6,1 (21)                  |
| Минимум, °C (°F)                                             | −28,9 (−20)                | −27,8 (−18)                | −25,1 (−13,2)              | −13,6 (7,5)                | −2,5 (27,5)                | 4,4 (39,9)                 | 7,2 (45)                   | 5,8 (42,4)                 | 1,3 (34,3)                 | −7,0 (19,4)                | −19,2 (−2,6)               | −26,3 (−15,3)              | −11,0 (12,2)               |
| Апсолутни минимум, °C (°F)                                   | −49,1 (−56,4)              | −43,3 (−45,9)              | −43,3 (−45,9)              | −35,0 (−31)                | −23,3 (−9,9)               | −4,0 (24,8)                | −1,8 (28,8)                | −4,9 (23,2)                | −13,3 (8,1)                | −29,7 (−21,5)              | −37,4 (−35,3)              | −43,0 (−45,4)              | −49,1 (−56,4)              |
| Индекс субјективне хладноће                                  | −57,2                      | −54,0                      | −55,3                      | −40,4                      | −27,6                      | −6,4                       | 0,0                        | −3,6                       | −16,3                      | −34,4                      | −46,7                      | −54,7                      | −57,2                      |
| Количина падавина, mm (in)                                   | 10,3 (0,406)               | 11,2 (0,441)               | 10,3 (0,406)               | 10,1 (0,398)               | 14,8 (0,583)               | 24,3 (0,957)               | 40,3 (1,587)               | 43,2 (1,701)               | 39,5 (1,555)               | 31,1 (1,224)               | 21,7 (0,854)               | 11,9 (0,469)               | 268,7 (10,579)             |
| Количина кише, mm (in)                                       | 0,0 (0)                    | 0,0 (0)                    | 0,0 (0)                    | 0,1 (0,004)                | 12,2 (0,48)                | 24,2 (0,953)               | 40,3 (1,587)               | 43,2 (1,701)               | 37,1 (1,461)               | 4,9 (0,193)                | 0,4 (0,016)                | 0,0 (0)                    | 162,3 (6,39)               |
| Количина снега, cm (in)                                      | 13,0 (5,12)                | 16,9 (6,65)                | 17,1 (6,73)                | 12,3 (4,84)                | 3,4 (1,34)                 | 0,2 (0,08)                 | 0,0 (0)                    | 0,0 (0)                    | 2,4 (0,94)                 | 32,2 (12,68)               | 35,2 (13,86)               | 17,3 (6,81)                | 150,0 (59,06)              |
| Дани са падавинама (≥ 0.2 mm)                                | 5,4                        | 6,8                        | 7,5                        | 3,9                        | 6,1                        | 8,0                        | 10,4                       | 12,3                       | 12,4                       | 12,4                       | 10,1                       | 7,2                        | 102,4                      |
| Дани са кишом (≥ 0.2 mm)                                     | 0,0                        | 0,0                        | 0,0                        | 0,2                        | 4,5                        | 8,0                        | 10,4                       | 12,3                       | 11,8                       | 2,4                        | 0,1                        | 0,0                        | 49,7                       |
| Дани са снегом (≥ 0.2 cm)                                    | 6,7                        | 7,5                        | 9,4                        | 4,2                        | 1,7                        | 0,1                        | 0,0                        | 0,0                        | 0,9                        | 10,5                       | 11,4                       | 8,9                        | 61,4                       |
| Релативна влажност, %                                        | 74,9                       | 76,1                       | 76,7                       | 75,0                       | 63,0                       | 54,5                       | 58,2                       | 62,1                       | 65,7                       | 82,6                       | 82,5                       | 76,1                       | 70,6                       |
| Извор: Environment Canada Canadian Climate Normals 1981–2010 |                            |                            |                            |                            |                            |                            |                            |                            |                            |                            |                            |                            |                            |

## Употреба
Заједница Делине се налази на језеру, у близини изворишта Медвеђе реке. Постоји ледени прелаз од Делине до зимског пута на супротној страни реке Велики медвед.
Дана 5. марта 2016, камион цистерна је пао на пола пута кроз ледени пут само неколико дана након што је влада повећала дозвољену максималну тежину на путу на 40.000 kg (88.000 lb). Камион, који се налазио 3 km (1,9 mi) изван Делина и близу захвата свеже воде у заједници, као и великог риболовног подручја, садржао је приближно 30.000 L (6.600 imp gal; 7.900 US gal) горива за грејање и био је један од 70 камиона намењених за снабдевање заједнице. Гориво је из камиона извађено до 2 сата ујутро, 8. марта.
Три ложе око језера су одредишта за лов и риболов. Године 1995, уловљена је језерска пастрмка од 32,8 kg (72,3 lb), највећа икада ухваћена пецањем.

### Рударство
Године 1930, Гилберт Лабајн је открио налазишта уранијума у региону Великог медвеђег језера. Некадашња рударска област Порт Радијум, локација рудника Елдорадо, где је откривен уранинит, налазила се на источној обали. Ечо Бај Мајнс Лимитед је закупљивао стари камп и постројење у Порт Радијуму да би екстраховао сребро и бакар од 1965. до 1981. године.

## Геологија
Велико медвеђе језеро се налази између два велика физиографска региона : дела Казанске висоравни Канадског штита и Унутрашње равнице. Био је део глацијалног језера Мaконел у преглацијалним долинама преобликованим ерозијским ледом током плеистоцена. Од тада се језеро променило од постглацијалног повратка након топљења леда. Прекамбријумске стене Канадског штита чине источну ивицу Мактавишовог крака. Ове стене из преткамбријума су седиментне и метаморфне наслаге допуњене магматским интрузијама које формирају насипе и прагове.